# Hussards impériaux et royaux
Les hussards impériaux et royaux (allemand: KuK Husaren ; hongrois: Császári és Királyi Huszárok) constituent, avec les uhlans et les dragons impériaux et royaux, la cavalerie austro-hongroise, de 1867 à la chute de l'empire en 1918, tant dans l'armée commune (la Heer ou armée multinationale de l'empire) que dans la Honvéd (ou Landwehr hongroise) où ils sont appelés hussards royaux hongrois (allemand: Ku Husaren ; hongrois: Magyar Királyi Huszárok).

## Structure
L'armée commune est composée de 16 régiments de hussards et la Landwehr hongroise de 10. Par tradition, la plupart des hussards sont recrutés sur les terres du royaume hongrois et les régiments, à quelques exceptions près, y sont tous stationnés. Chaque régiment se compose de deux bataillons, et chaque bataillon de trois compagnies (eskadronen). L'armée territoriale impériale-royale autrichienne (kk landwehr) ne comporte pas d'unité de hussard.

## Hussards impériaux et royaux (1914)
Hussards impériaux et royaux de l'armée commune (Heer):
- 1er hussards KuK (empereur) (de) (en allemand : k.u.k. Husarenregiment „Kaiser“ Nr. 1 ; en hongrois: Cs. és Kir. 1. I. Ferenc József Huszárezred)
- 15e hussards (archiduc François-Salvator) (Husaren-Regiment „Friedrich Leopold von Preußen“ Nr. 2)
- 3e hussards (comte Hadik) (de) (Husaren-Regiment „Graf von Hadik“ Nr. 3)
- 4e hussards (prince Arthur de Connaught et Strathearn) (de) (Husaren-Regiment „Arthur Herzog von Connaught und Strathearn“ Nr. 4)
- 5e hussards (comte Radetzky) (en) (Husaren-Regiment „Graf Radetzky“ Nr. 5)
- 6e hussards (roi Guillaume II de Wurtemberg) (de) (Husaren-Regiment „Wilhelm II. König von Württemberg“ Nr. 6)
- 7e hussards (empereur Guillaume II) (de) (Jazigier und Kumanier Husaren-Regiment „Wilhelm II. Deutscher Kaiser und König von Preußen“ Nr. 7)
- 8e hussards (Tersztyánszky) (de) (Husaren-Regiment „von Tersztyánszky“ Nr. 8)
- 9e hussards (comte Nádasdy) (Husaren-Regiment „Graf Nádasdy“ Nr. 9)
- 10e hussards (Frédéric-Guillaume II de Prusse) (de) (Husaren-Regiment „Friedrich Wilhelm III. König von Preußen“ Nr. 10)
- 11e hussards (Ferdinand Ier, roi des Bulgares) (Husaren-Regiment „Ferdinand I. König der Bulgaren“ Nr. 11)
- 12e hussards (vacant) (de) (Husaren-Regiment (Vacant) Nr. 12)
- 13e hussards (Guillaume de Prusse) (Husaren-Regiment „Wilhelm Kronprinz des Deutschen Reiches und Kronprinz von Preußen“ Nr. 13)
- 14e hussards (von Kolossvary) (Husaren-Regiment „von Kolossváry“ Nr. 14)
- 15e hussards (archiduc François-Salvator) (Husaren-Regiment „Erzherzog Franz Salvator“ Nr. 15)
- 16e hussards (comte Üxküll-Gyllenband's) (Husaren-Regiment „Graf Üxküll-Gyllenband“ Nr. 16)

## Hussards hongrois royaux (1914)
Hussards hongrois royaux, c'est-à-dire de l'armée territoriale royale hongroise (Honvéd ; ku Landwehr):
- 1er hussards royal hongrois (Magyar Királyi 1. Honvéd huszárezred - Budapest)
- 2e hussards royal hongrois (Magyar Királyi 2. Honvéd huszárezred - Debrecen)
- 3e hussards royal hongrois (Magyar Királyi 3. Honvéd huszárezred - Szeged)
- 4e hussards royal hongrois (Magyar Királyi 4. Honvéd huszárezred - Szabadka)
- 5e hussards royal hongrois (Magyar Királyi 5. Honvéd huszárezred - Kassa)
- 6e hussards royal hongrois (Magyar Királyi 6. Honvéd huszárezred - Zalaegerszeg)
- 7e hussards royal hongrois Magyar Királyi 7. Honvéd huszárezred - Pápa)
- 8e hussards royal hongrois (Magyar Királyi 8. Honvéd huszárezred - Pécs)
- 9e hussards royal hongrois (Magyar Királyi 9. Honvéd huszárezred - Marosvásárhely)
- 10e hussards royal hongrois (Magyar Királyi 10. Honvéd huszárezred - Varasd)

## Galerie

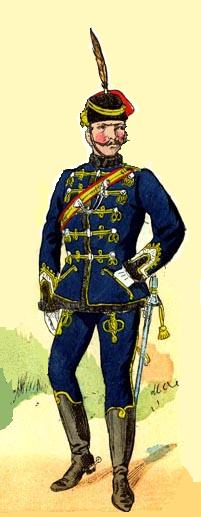
Hussard du Rgt KuK Radetzky  (5e)
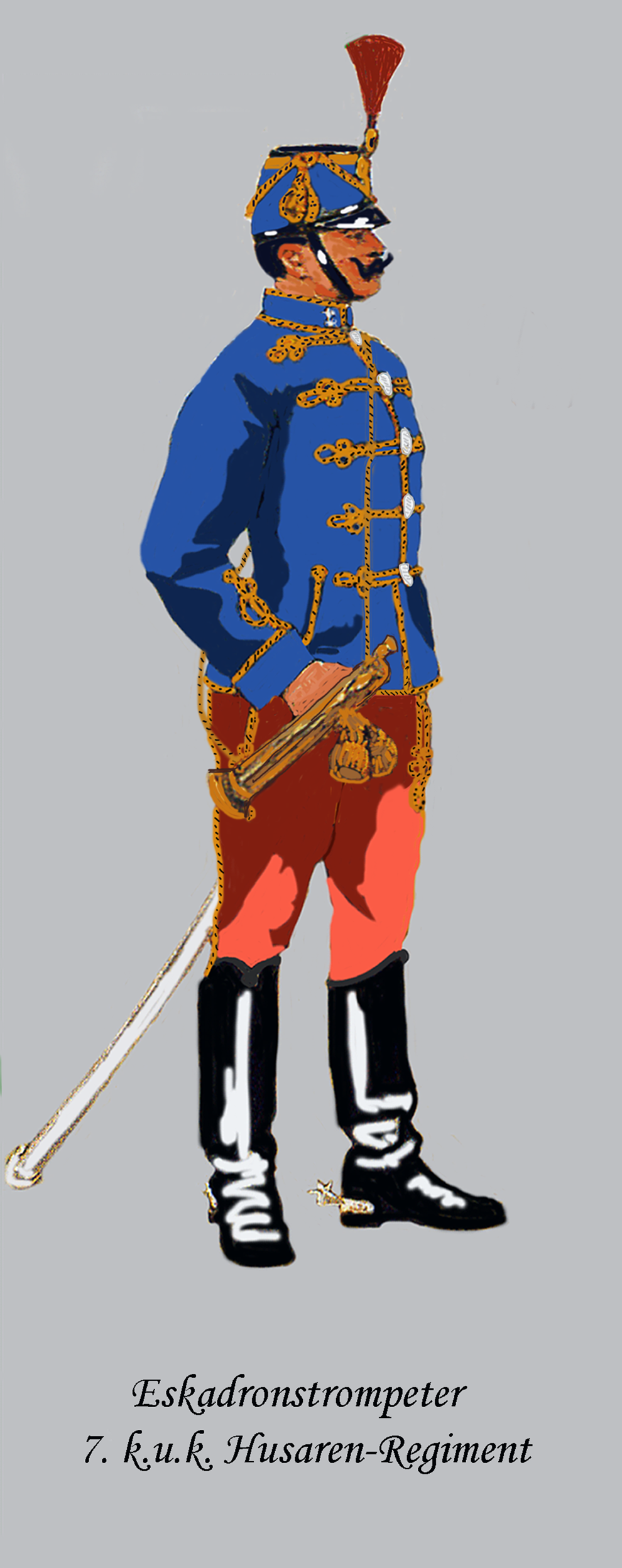
Trompette de compagnie du 7e Hussards KuK. Tenue de marche. Uniforme en service jusqu'en 1916 environ.
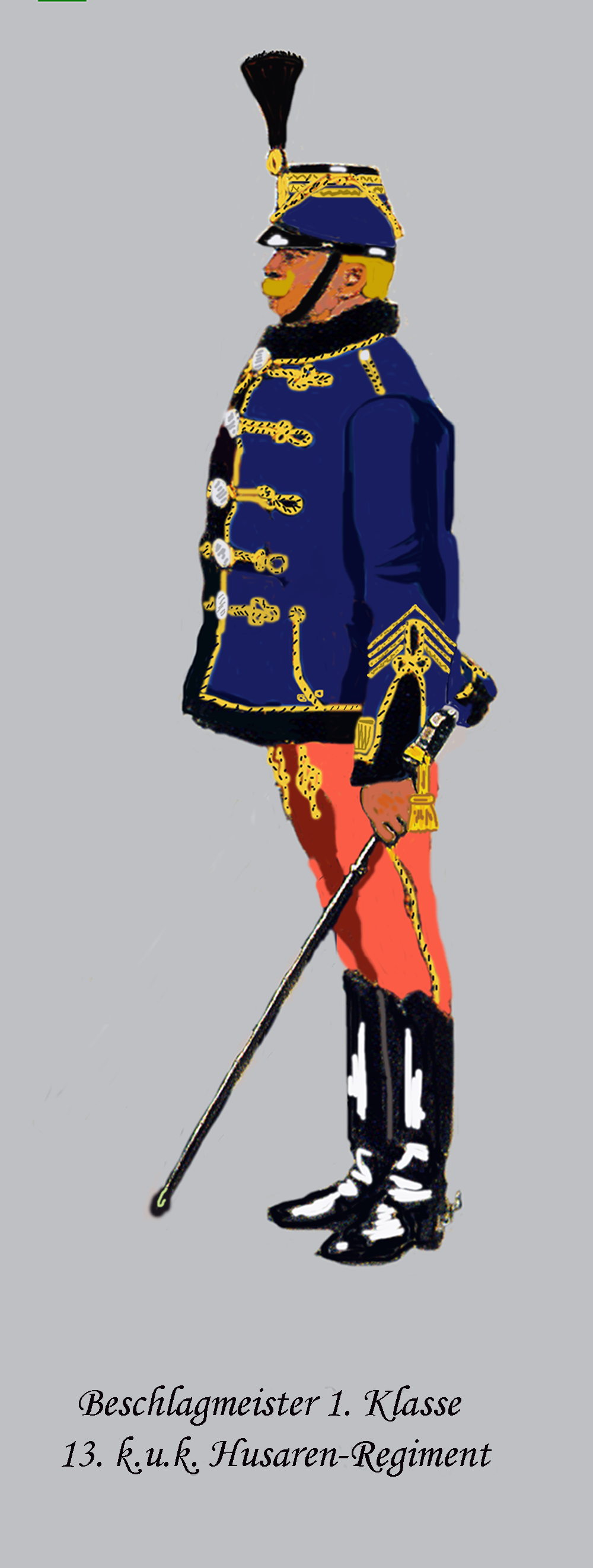
Maréchal-ferrant 1er classe (Beschlagmeister 1. Klasse) du 13e Hussard KuK. Uniforme de marche d'hiver avec pelisse, en service jusqu'en 1916 environ.
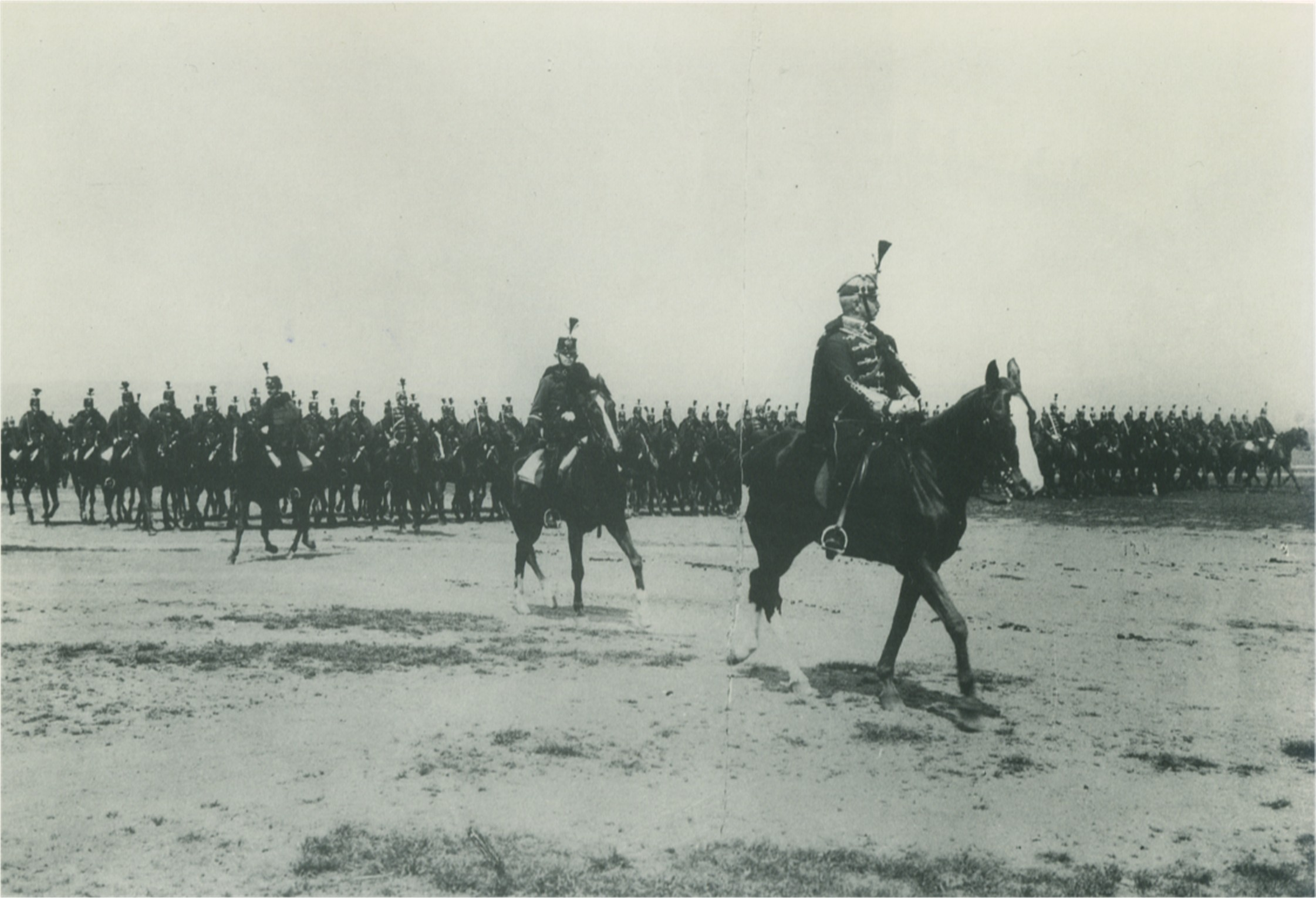
Hussards Imp.&Roy. à la Parade de Printemps (Frühjahrsparade), vers 1905
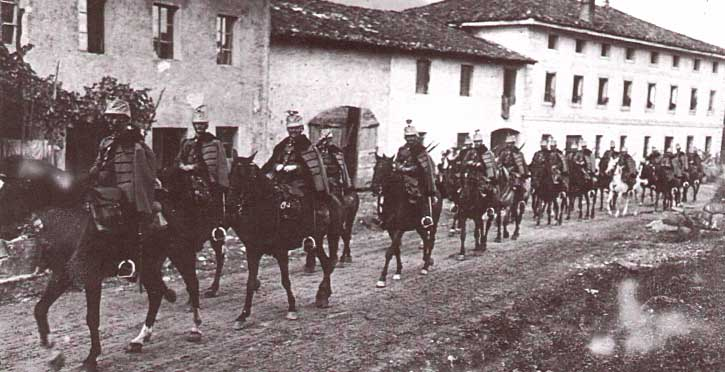
Hussards KuK au cours de la Première Guerre mondiale